# Borzywoj II
Borzywoj II (ur. ok. 1064, zm. 2 lutego 1124) – książę Czech z dynastii Przemyślidów od 25 grudnia 1100 roku do maja 1107 i od grudnia 1117 do 16 sierpnia 1120 roku.
Był synem Wratysława II i Świętosławy Swatawy, przyrodnim bratem Brzetysława II, rodzonym bratem Bolesława, Władysława I i Sobiesława I.
W 1103 dokonał najazdu na Polskę.
Jego wybór na tron praski naruszył zasadę senioratu.
Borzywoj II ożenił się 18 października 1100 r. z Helbirgą (zmarła 13 lipca 1142 r.), córką margrabiego Leopolda II Pięknego z dynastii Babenbergów. Z tego związku pochodziło pięcioro dzieci:
- Jaromir (zmarł około 1135 r.),
- Spitygniew (zmarł 9 stycznia 1157 r.),
- Lupold (zmarł 1143 r.),
- Albrecht (zmarł 7 kwietnia przed 1124 r.),
- Rycheza (zmarła 27 lutego przed 1124 r.).

| 4. Brzetysław I           |  |                        |  |  |                |
|                           |  | 2. Wratysław II        |  |  |                |
| 5. Judyta ze Schweinfurtu |  |                        |  |  |                |
|                           |  |                        |  |  | 1. Borzywoj II |
| 6. Kazimierz I Odnowiciel |  |                        |  |  |                |
|                           |  | 3. Świętosława Swatawa |  |  |                |
| 7. Dobroniega Maria       |  |                        |  |  |                |
|                           |  |                        |  |  |                |